# Zbigniew Wodecki

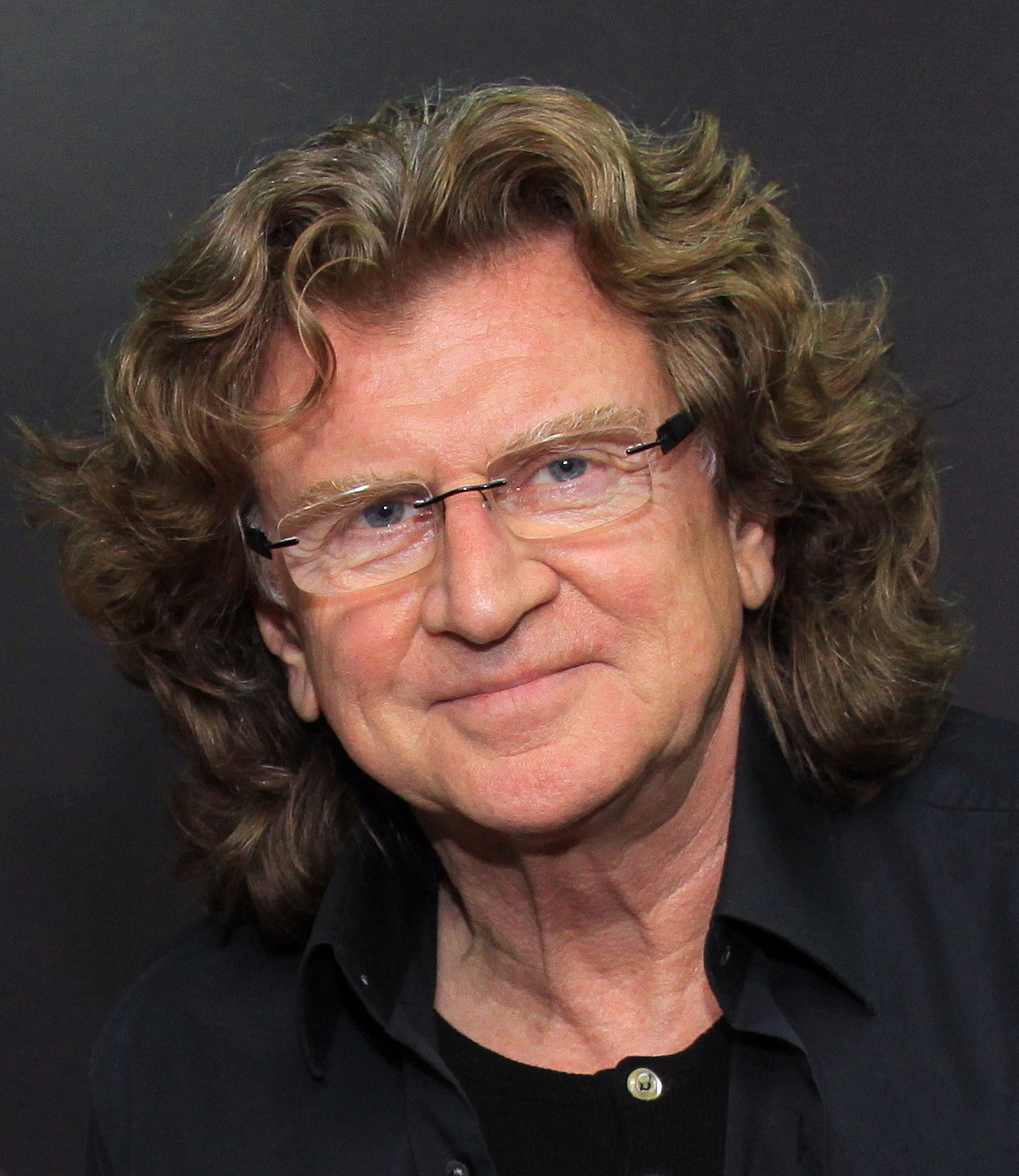
Zbigniew Wodecki (2012)

Zbigniew Stanisław Wodecki (* 6. Mai 1950 in Krakau oder Łaziska; † 22. Mai 2017 in Warschau) war ein polnischer Sänger, Komponist, Multiinstrumentalist und Schauspieler.

## Leben und Wirken
Manche Quellen geben Zbigniew Wodeckis Geburtsort mit Łaziska nahe Godów an, andere mit Krakau. Sein Vater, Józef Wodecki, war ein Trompeter in einem Radio-Sinfonieorchester. Im Alter von fünf Jahren begann Zbigniew, Musik zu lernen. Er absolvierte die Staatliche Władysław-Żeleński-Musikschule in Krakau (Państwowa Szkoła Muzyczna II st. im. W. Żeleńskiego).
Zwischen 1968 und 1973 begleitete er Ewa Demarczyk. 1973 debütierte er als Sänger auf dem 10. Landesfestival des Polnischen Liedes. In Polen ist er bekannt durch die Lieder Zacznij od Bacha (Beginne bei Bach), Lubię wracać tam, gdzie byłem (Ich mag es, dorthin zurückzukehren, wo ich schon war), Opowiadaj mi tak (Erzähl es mir so), Z Tobą chcę oglądać świat (Mit dir will ich die Welt sehen), Chałupy welcome to (Willkommen in Chałupy) und Izolda. Er interpretierte auch die polnische Fassung von Die Biene Maja (Pszczółka Maja, 1980).
Am 30. Juni 1971 heiratete er Krystyna Wodecka, mit der er drei Kinder hatte.
Wodecki starb am 22. Mai 2017 in Warschau an den Folgen eines Schlaganfalls und wurde am 29. Mai auf dem Friedhof Rakowicki beigesetzt.

## Diskografie (Auswahl)

### Alben
| Jahr | Titel                                    | Höchstplatzierung, Gesamtwochen, AuszeichnungChartsChartplatzierungen (Jahr, Titel, Platzierungen, Wochen, Auszeichnungen, Anmerkungen) | Anmerkungen                                               |
| Jahr | Titel                                    | PL | Anmerkungen                                               |
| ---- | ---------------------------------------- | --- | --------------------------------------------------------- |
| 1987 | Dusze kobiet                             | PL86 (… Wo.)PL | Charteinstieg: 2024                                       |
| 1999 | Złota kolekcja: Zacznij od Bacha         | PL2 ×2Doppelplatin · (81 Wo.)PL | Charteinstieg: 2017                                       |
| 2004 | Zacznij od Bacha (The Best)              | PL2 ×3Dreifachplatin · (122 Wo.)PL | Charteinstieg: 2017                                       |
| 2012 | Platynowa                                | PL29 (1 Wo.)PL | Erstveröffentlichung: 29. März 2012                       |
| 2015 | 1976: A Space Odyssey                    | PL1 ×2Doppelplatin · (55 Wo.)PL | Erstveröffentlichung: 15. Mai 2015 mit Mitch & Mitch      |
| 2015 | The Very Best of Zbigniew Wodecki        | PL17 Gold · (7 Wo.)PL | Erstveröffentlichung: 24. August 2015 Charteinstieg: 2017 |
| 2017 | Debiut 1976                              | PL30 (1 Wo.)PL | Erstveröffentlichung: 30. Juni 2017                       |
| 2018 | Dobrze, że jesteś                        | PL1 Platin · (22 Wo.)PL | Erstveröffentlichung: 23. Mai 2018                        |
| 2021 | Empik Winyl Collection: Zbigniew Wodecki | PL36 (2 Wo.)PL | Erstveröffentlichung: 13. August 2021                     |
| 2022 | Empik Collection: Zbigniew Wodecki       | PL5 (14 Wo.)PL | Erstveröffentlichung: 22. April 2022                      |

grau schraffiert: keine Chartdaten aus diesem Jahr verfügbar

### Singles
- 2023: Wróć (mit Baranovski, PL: Gold)